# Gilles Binchois

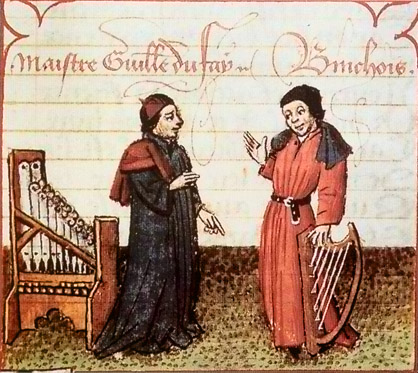
Gilles Binchois (rechts), zusammen mit Guillaume Dufay

Gilles Binchois, auch de Bins, Binch, Binche, (* um 1400 in Mons (?); † 20. September 1460 in Soignies, Diözese Cambrai), war ein franko-flämischer Komponist, Dichter und Kleriker der Renaissance.

## Leben und Wirken
Binchois war der Sohn des Jean de Binche († 1425?) und dessen Frau Jeanne, geborene Paulouche († 1426?), beides hoch angesehene Bürger. Der Vater stand Ende des 14. Jahrhunderts im Dienste des Grafen Wilhelm IV. aus dem Hause Wittelsbach, der den Hennegau regierte, und seit 1417 im Dienst von dessen Tochter Jakobäa von Bayern. Darüber hinaus hatte er einen entsprechenden Posten bei der Kirche Sainte-Waudru in Mons; er war auch zuständig für den Bau einer neuen Kapelle bei der Kirche St. Germain. Gilles Binchois hatte wenigstens zwei Brüder: Andrij, der ihn überlebte, und Ernoul, der zwei Töchter hinterließ.
Über seine Jugend ist nichts bekannt. Seine erste Ausbildung dürfte Binchois im Umkreis des Monser Hofs mit seinen intensiven kulturellen Beziehungen zum französischen und burgundischen Hof erfahren haben. Die frühesten Belege, in denen er erwähnt wird, findet sich in den Rechnungsbüchern von St. Waudru, wo er am 18. Dezember 1419 die Orgel spielte. Wahrscheinlich erhielt Binchois dort auch eine Ausbildung zum Chorsänger. Seine Organistendienste übte er bis 1423 aus; am 28. Juli dieses Jahres zahlte er an die Stadt Mons einen Geldbetrag für das Privileg, nach Lille umziehen zu dürfen, und hat Mons wohl anschließend verlassen.
Schnell kam er in Kontakt mit den englischen Besatzern. Wahrscheinlich trat er in den Dienst des William Pole, des Grafen und späteren Herzogs von Suffolk (1396–1450). Ein Dokument aus dem Jahr 1427 berichtet, dass Suffolk 1424 nach einem Sturz vom Pferd Binchoiz beauftragt habe, das Rondeau „Ainsi que a la foiz m'y souvient“ zu schreiben, und der habe dafür zwei Rollen roten Tuchs erhalten. Zu dieser Zeit hat sich Binchois vermutlich in Paris aufgehalten. Das Rondeau ist nicht überliefert. Im April 1425 hat Binchois den englischen Grafen in den Hennegau begleitet. Der Graf sollte als Vertrauter des Grafen Humphrey von Gloucester in den eskalierenden Streitigkeiten zwischen den Häusern Gloucester und Burgund vermitteln. Ein gewisser Guillaume Benoit berichtet, dass Binchois in einer Meinungsverschiedenheit mit zwei normannischen Dienern des Grafen über den Krieg im Hennegau keineswegs für Gloucester Partei ergriffen habe, sondern für den kunstliebenden und in legendärem Luxus lebenden Herzog Philipp den Guten von Burgund. Unter dessen Regierung erlebte Burgund eine Phase der kulturellen Blüte. Aus dem musikalischen Nachruf („Deploration“) des Komponisten Johannes Ockeghem auf Binchois geht die Aussage hervor, Binchois sei in seiner Jugend Soldat gewesen. Dies ist mit dessen bisher beschriebenen Dienstverhältnissen durchaus vereinbar, nur stand für einen Musiker und Komponisten der Dienst mit der Waffe wohl kaum im Vordergrund.
Nach den Angaben Benoits war Binchois am burgundischen Hof Philipps des Guten im Jahr 1427 zumindest schon ein Begriff. Weil aber die Gehaltslisten von 1419 bis 1436 fehlen, ist nicht genau bekannt, ab welchem Jahr er tatsächlich der burgundischen Hofkapelle beitrat, um ihr bis 1452 aktiv anzugehören. Nominell war er dort Mitglied bis zu seinem Tod. Der früheste Beleg für seinen dortigen Dienst stellt erst seine Motette „Nove cantum melodie“ dar, komponiert zur Taufe von Anthoine von Burgund, dem Sohn Philipps des Guten und Isabellas von Portugal am 18. Januar 1431. In dem Text dieser Motette sind die Mitglieder der Hofkapelle namentlich aufgeführt, darunter P. Fontaine und Binchois selbst. Nachdem er aber in der Gehaltsliste von 1436 schon als der fünftälteste chaplain geführt wird, muss sein Eintritt in die Hofkapelle schon um einiges früher erfolgt sein.
Während seiner Zeit am burgundischen Hof erhielt Binchois beträchtliche Zuwendungen, unter anderem bedeutende kirchliche Pfründen: am 7. Januar 1430 bei St. Donatian in Brügge zusammen mit seinem ersten Kanonikat, verbunden mit einer halbjährlichen Residenzpflicht, am 17. Mai 1437 bei St. Waudru in Mons, am Ende seines burgundischen Dienstes 1452 eine bei St. Vincent in Soignies und weitere. Um 1437 wurde Binchois Honorarsekretär des burgundischen Hofes. im Juni 1437 erhob ihn der Bischof von Cambrai in den Rang eines Subdiakons. Die folgenden Jahre Binchois' waren erfüllt von seinen Aufgaben als Mitglied der herzoglichen Kapelle, in deren Hierarchie er immer weiter nach oben stieg, und von seinen Aufgaben als Kanoniker in Brügge. Für gewöhnlich reiste der Herzog mit seiner Kapelle; Binchois hat ihn, wenn immer möglich, begleitet. Am 7. Januar 1438 nahm Binchois in Brügge an der Wahl von Jean von Burgund, dem Stiefbruder Philipps des Guten, zum Propst von St. Donatian teil. Am 29. Mai des gleichen Jahrs erhielt er eine Vergütung für ein Buch mit „Passion ennouvelle maniere“ (nicht überliefert). Außerdem deutet eine Notiz vom 3. Juli 1437 darauf hin, dass Binchois offenbar auch in dem Ruf eines Magiers stand oder entsprechende Verbindungen hatte: Er beschaffte der Herzogin einen Ring gegen Zahnschmerzen und erhielt dafür 28 Sous. Ab dem 3. März 1449 nahm Binchois zusammen mit Guillaume Dufay an einer Versammlung der Kanoniker von St. Waudru in Mons teil, wo Dufay bereits seit 1446 eine Pfründe hatte. Es gibt Hinweise auf eine nähere Bekanntschaft beider Komponisten aus früherer Zeit und auf eine Begegnung bereits Anfang Februar 1434 in Chambéry.
Während seiner aktiven Jahre in Burgund war für Binchois eine ausgedehnte eigenständige Reisetätigkeit sicher nicht möglich, während er die betreffenden Pfründen wohl in Abwesenheit innehatte: erst kurz vor seinem Tod wird bei St. Donatian ein Verstoß gegen die befristete Residenzpflicht mit der Aussetzung der betreffenden Einkommen für 1459 bis 1460 geahndet. 1452 verlieh der Herzog Binchois die Propstwürde des Kollegiatstiftes Saint-Vincent in Soignies und zugleich ein Kanonikat. Soignies war für seine hervorragende Musikpflege bekannt und in dieser Beziehung nur mit Cambrai und Condé zu vergleichen. Zur Zeit Binchois' besaßen auch die Komponisten Guillaume Malbecque (Guillermus Modatoris, ~1400–1465) und Johannes Regis Kanonikate und Pfründen am Stift, wobei Malbecque später einer seiner Testamentsvollstrecker war. Als Propst übte Binchois die weltliche Gewalt aus. er war verpflichtet, sich jährlich wenigstens 32 Wochen in Soignies aufzuhalten. Seit Ende Februar 1453 gehörte er der burgundischen Kapelle nur noch pro forma an, wurde aber bis zu seinem Tod weiter besoldet, wohl als eine Art Pension, so dass er in seinen letzten Lebensjahren beträchtliche Einkünfte gehabt haben muss. Er bewohnte ein Mietshaus des Stifts. Die Magd Belotte de Meskine und der junge Diener Martin bedienten ihn.
Um den 5. September 1460 erkrankte Binchois schwer und starb am 20. September. Er hinterließ ein erhebliches Vermögen. Seine letzte Ruhestätte fand er im Chor der Kollegiatkirche St. Vincent (das Grabmal wurde im 18. Jahrhundert im Zuge von Baumaßnahmen beseitigt). Aus den Testaments-Vollzugsrechnungen gehen sein genaues Todesdatum und die Regelungen der vielfältigen Erb- und Hinterlassenschafts-Angelegenheiten hervor. Zu seinen Erben gehören sein Bruder Andrij de Binch, weitere Verwandte und Hauspersonal. Johannes Ockeghem komponierte auf Binchois' Tod die „Deploration sur la mort de Binchois“ und Guillaume Dufay, den Verlust eines Freundes beklagend, das Rondeau „En triumphant de Cruel Dueil“.
Binchois ist nicht Priester gewesen; am burgundischen Hof war dies für den Dienst eines chaplains nicht notwendig; er besaß auch keinen akademischen Grad. Die einzige überlieferte Abbildung von Binchois ist die Miniatur (siehe oben) in einer Handschrift aus Arras vom Jahr 1451 mit dem Gedicht „Le Champion des dames“ von Martin Le Franc (~1410–1461). Sie zeigt Dufay blau gekleidet neben einer Orgel und Binchois im roten Rock, auf eine Harfe gestützt. Beide sind namentlich genannt, aber sicher nicht realistisch wiedergegeben. Im Zusammenhang mit einer weiteren Abbildung hat der Kunsthistoriker Erwin Panofsky 1949 die Hypothese aufgestellt, dass das „Bildnis des Tymotheus“ von Jan van Eyck Binchois darstelle. Doch dieser Deutung wurde entgegengehalten, dass der Dargestellte kein Notenblatt in der Hand halte. Inzwischen wird dieses Bildnis als Selbstporträt van Eycks angesehen.

## Bedeutung
Gilles Binchois ist neben Guillaume Dufay und John Dunstable die dritte herausragende musikalische Erscheinung in der ersten Hälfte des 15. Jahrhunderts. Was Martin Le Franc 1440 in seinem „Le Champion des dames“ zum ersten Mal ausgesprochen hat, dass Binchois nicht weniger als Guillaume Dufay für die Herausbildung eines neuen, englisch inspirierten Stils verantwortlich sei, gehört seit Johannes Tinctoris zum Grundstock musikgeschichtlicher Einsichten. Viel bewundert ist bis heute Binchois' melodischer Erfindungsreichtum. Neben Dufay ist Binchois der prominenteste Vertreter der ersten Generation der franko-flämischen Musik.
Das im Vergleich zu anderen burgundischen Komponisten sehr umfangreiche Werk Binchois' ist auf mehr als 50 Handschriften verteilt, die einen Zeitraum von fast einem Jahrhundert umfassen. Bereits die Quellenlage und der Umgang mit seinem Schaffen geben einen deutlichen Eindruck vom Ansehen des Komponisten. Binchois' Werk hat, wesentlich mehr als das Dufays, unterschiedliche Bearbeitungen erfahren und wurde auf verschiedene Art zitiert. Wie bei anderen französisch-burgundischen Komponisten des 14. und 15. Jahrhunderts befinden sich besonders in süddeutschen Handschriften lateinisch-geistliche Kontrafakturen, wobei aber der geistliche Aspekt eine geringere Rolle gespielt haben dürfte als vielmehr der Wunsch nach Übernahme von Kompositionen, deren unverständliche Texte gegen Latein ausgetauscht wurde, dadurch kam man einem humanistisch geprägten Bildungsziel eher entgegen. Sechs seiner Chansons sind im Buxheimer Orgelbuch, teilweise wiederholt, intavoliert. Darüber hinaus hat sich das hohe Ansehen des Komponisten auch in literarischen Aussagen und in Aussagen von Theoretikern niedergeschlagen, wobei er immer neben oder im Gefolge von Dufay und mit anderen Komponisten genannt wird. Im Gegensatz zu Dufays Werk enthält das von Binchois keine erkennbare italienische Beeinflussung und auch keine Vertonungen italienischer Texte.
Das Hauptgewicht des Schaffens von Binchois wurde lange Zeit auf dem Gebiet der weltlichen Musik gesehen (Chansons und andere Stücke); dennoch machen die geistlichen Werke hier einen beträchtlichen Anteil aus (Binchois' Funktion als Kaplan verpflichtete ihn dazu); dieser ist durch repräsentative Quellen überliefert. Andererseits beruht die Bedeutung der burgundischen Chansonkunst vor allem auf seinen 55 Chansons, deren klare musikalische Form sich aus der Verwendung der Kadenz als Ordnungsprinzip ergibt. Die Chansons sind eher von einheitlicher Beschaffenheit, während die geistlichen Kompositionen eine große Vielfalt zeigen. Ein zusammenhängender Zyklus von Ordinariums-Vertonungen ist nicht nachweisbar, wenn auch Rekonstruktionen ganzer Messen aus Einzelsätzen und Satzpaaren vorgeschlagen worden sind. Binchois' Messesätze zeigen musikalisch eine mehr konservative Ausrichtung bei gleichzeitig freier Gestaltung, während seine Chansons sich durch strenge Ökonomie in Form, Melodik, Rhythmik und Stimmführung auszeichnen. Insgesamt gesehen zeigt sich Binchois in der Harmonik konservativer gegenüber der von Dufay ausgehenden Entwicklung. Dennoch steht seine musikalische Sprache, beeinflusst vom Terzen- und Sextenreichtum der englischen Kunst, hinter der Dufays nicht zurück. Die Frische, die viele seiner Chansons auszeichnet, hat den Textdichter der Deploration veranlasst, ihn den „Vater der Fröhlichkeit“ zu nennen. Ebenso aber findet sich in ihnen auch tiefe Melancholie, welche ein Grundzug der Epoche gewesen ist, wie der Historiker Johan Huizinga in seiner Schrift Herbst des Mittelalters gezeigt hat.

## Werke
- Einzelne und paarweise Messensätze
  - Kyrie ‘angelorum’
  - Kyrie ‘apostolorum’ / ‘de martiribus’ / ‘brevioris perfecta’
  - Kyrie [cunctipotens]
  - Kyrie ‘de dominica’ / ‘de beata Maria’
  - Kyrie ‘feriale’
  - Kyrie ‘breve in simplici die’
  - [Gloria] ‘Et in terra pax’ und [Credo] ‘Patrem omnipotentem’
  - [Gloria] ‘Et in terra pax’ und [Credo] ‘brevioris imperfecta per medium’
  - [Gloria] ‘Et in terra pax hominibus’ und [Credo] ‘Patrem omipotentem factorem’
  - [Gloria] ‘Et in terra pax’
  - [Gloria] ‘Et in terra pax’
  - [Gloria] ‘Et in terra pax’
  - [Credo] ‘Patrem omnipotentem’
  - [Credo] ‘aversi’ / ‘autenti triti irregularis’
  - Sanctus und Agnus Dei
  - Sanctus und Agnus Dei für tiefe Stimmen;
  - Sanctus und Agnus Dei [ferialie]
  - Sanctus und Agnus Dei
  - Sanctus
  - Agnus Dei
- Psalmen, Lobgesänge und Magnificats
  - In exitu Israel … Nos qui vivimus (Psalm 113)
  - Magnificat primi toni
  - Magnificat secundi toni
  - Magnificat tercii toni
  - Magnificat [quarti toni]
  - Magnificat sexti toni ad omnes versus
  - Magnificat octavi toni
  - Te Deum laudamus
- Kleinere geistliche Werke
  - A solis ortus cardine
  - Asperges me (1)
  - Asperges me (2)
  - Ave corpus Christi carum
  - Ave regina celorum
  - Beata nobis gaudia
  - Da pacem Domine
  - Deo gracias
  - Dixit sanctus Philippus
  - Domitor Hectoris Paridie
  - Felix namque es
  - Gloria laus et honor
  - Inter natos mulierum (1)
  - Inter natos mulierum (2)
  - Nove cantum melodie / Tanti gaude germinis / Enixa meritis (für die Taufe des Prinzen Anthoine von Burgund am 18. Januar 1431)
  - Passions en nouvelle maniere (1438, verloren)
  - Quem terra pontus aethera
  - Rerum conditor respice
  - Salve sancta parens (1)
  - Salve sancta parens (2)
  - Sancti Dei omnes
  - Ut queant laxis
  - Veneremur virginem
  - Veni Creator Spiritus
  - Virgo rosa venustatis
  - Vox de celo ad Anthonium

- Chansons und Balladen
  - Adieu, adieu mon joieulx souvenir
  - Adieu jusques je vous revoye
  - Adieu m’amour et ma maitresse
  - Adieu ma doulce
  - Adieu mes tres belle amours
  - Adieu, mon amoureuse joye (Ballade)
  - Ainsi que a la foiz m’y souvient (verschollen)
  - Amoureux suy et me vient toute joye
  - Amours et qu’as tu en pensé
  - Amours et souvenir de celle
  - Amours merchi de trestout mon pooir (Ballade)
  - Ay douloureux disant helas
  - Bien puist …
  - C’est assez pour morir de dueil
  - Comme femme desconfortée
  - De plus en plus se renouvelle
  - Dueil angoisseus, rage demeseurée (Ballade)
  - Depuis le congé que je pris
  - En regardent votre tres doulx maintiens
  - En sera il mieulx a voustre cuer
  - Esclave puist yl devenir
  - Filles a marier / [Se tu t’en marias]
  - Helas, que poray je plus faire
  - Jamais tant que je vous revoye
  - J’ay tant de deul que nul homs peut avoir (Ballade)
  - Je loe amours et ma dame mercye (Ballade)
  - Je me recommande humblement
  - Je ne fai tousjours que penser
  - Je ne pouroye estre joyeux
  - Je ne vis onques le pareille
  - Joyeux penser et souvenir
  - La merchi ma dame et amours
  - L’ami de ma dame ist venu
  - Les tres doulx jeux du viaire ma dame
  - Liesse m’a mandé salut
  - Ma dame que j’ayme et croy (Ballade)
  - Ma léesse a changié son nom
  - Marguerite, fleur de valeur
  - Mesdians m’ont cuidié desfaire (Ballade)
  - Mes yeulx ont fait mon cuer porter
  - Mon cuer chante joyseusement
  - Mon doulx espoir tres desireux las […]
  - Mon seul et souverain desir
  - Mort en merchy
  - Nous vous verens bien, Malebouche
  - Plains de plours et gemissements
  - Pour prison ne pour maladie
  - Qui veut mesdire si mesdie
  - Quoy que Dangier, Malebouche et leur gent
  - Rendre me vieng a vous sauve la vie
  - Se je souspire, plains et pleure
  - Se j’eusse un seul peu d’esperanche
  - Se la belle n’a le voloir
  - Seule esgarée de tout joyeulx plaisir
  - Tant plus ayme, tant plus suy mal amé
  - Tout a par moy afin qu’on ne me voie
  - Toutes mes joyes sont estaintes
  - Tristre plaisir et douleureuse joye
  - Vostre alée me desplait tant
  - Vostre tres douls regart plaisant
  - [ohne Text]

- Bergerette und Kombinations-Chanson
  - Eine textlose Bergerette mit dem Kombinations-Chanson ‘Filles a marier’ / [Se tu t’en marias]

- Unechte, zweifelhafte und zugeschriebene Werke
  - Mess-Zyklus mit tropiertem Kyrie ‘Omnipotens Pater’; Komponist: vermutlich John Plummer
  - Missa ‘Pax vobis ego sum’; anonym, wurde Binchois zugeschrieben
  - Gloria ‘Et in terra pax’; von Binchois oder von Jacobus de Clibano
  - Gloria
  - Magnificat sexti toni; Komponist: wahrscheinlich Guillaume Dufay
  - Alma Redemptoris mater; Komponist: John Dunstable
  - Beata mater et innupta virgo; Komponist: John Dunstable
  - Quam pulchra es; Komponist: John Dunstable
  - Virgo prefulgens; Komponist: wahrscheinlich Sandley
  - Ce moys de mai; Komponist: Guillaume Dufay
  - Je cuidoye estre conforté; unbewiesene Zuschreibung an Binchois, umstritten
  - Va tost mon amoureux desir; Zuschreibung an Binchois
  - Dame que j’ay loingtamp servie; Zuschreibung an Binchois
  - Espris d’amours l’autremstritten jour me trouvay; Zuschreibung an Binchois, unsicher
  - Faisons bonne chiere et lie; Zuschreibung an Binchois, nicht widersprochen
  - Soyés loyal à vo povoir; von Binchois oder aus der „school of Dufay“
  - Veuillés hoster de che dangier; Binchois zugeschrieben
  - Adieu ma tresbelle maistresse; Binchois zugeschrieben
  - Beata Dei genitrix; Binchois zugeschrieben, aber naher Bezug zu englischen Kompositionen
  - Bien viengnant ma tres redoubtée; Binchois zugeschrieben
  - Bien viegnés vous, mon prinche gracieux; Binchois zugeschrieben
  - De ceste joieuse advenue; Binchois zugeschrieben
  - Depuis le congié que je pris; Binchois’ Autorschaft wahrscheinlich
  - Je ne porroye plus durer; Binchois zugeschrieben
  - Je ne vis oncques le pareille; teilweise Binchois, teilweise Dufay zugeschrieben
  - Je vous salue, ma maistresse; Binchois zugeschrieben
  - Le tresorire de bonté; Binchois zugeschrieben
  - L’une tresbelle, clere lune; Binchois zugeschrieben
  - Mon coeur avoeque vous s’en va; Binchois zugeschrieben
  - Bien viegnés vous, mon prinche gracieux; Binchois zugeschrieben
  - Je n’atens plus de resconfort; Binchois zugeschrieben
  - L’onneur de vous, dame sans per; Binchois zugeschrieben
  - Tous desplaisirs m’en sont prochains; Binchois zugeschrieben
  - Va t’en mon desir gracieux; Binchois zugeschrieben